# Església de Hakeem
L'Església de Hakeem (en anglès: Church of Hakeem) és una religió, d'inspiració cristiana, de Califòrnia fundada pel predicador Hakeem Abdul Rasheed. La seva doctrina afirma que els diners ingressats provenen de Déu com a resultat d'un despertar espiritual religiós. La seva pràctica era tornar les donacions augmentades fins a un 400%.
En la seva congregació, el pastor Hakeem exhortava als seus fidels per que no tinguessin dubtes ni pensaments negatius.
Els líders van cometre el crim de desviar els fons de l'Església, i van ser jutjats per la justícia estatunidenca. Els membres contribuïdors van recuperar els fons. Al fundador se li va imputar el càrrec de frau postal per tractar d'aconseguir més diners. Es va condemnar al pastor, a estar cinc dies a la presó, per no complir amb l'ordre de donar les dades que se li havien demanat. Aquesta decisió fou paralitzada, emparant-se en el dret a la privacitat i en la llibertat d'associació.